# Black Symphony (альбом Within Temptation)
Black Symphony — концертный альбом голландской симфоник-метал-группы Within Temptation. Релиз состоялся 22 сентября 2008 года и доступен в трёх изданиях: двухдисковая DVD-версия, двух дисковая CD-версия, и Blu-ray-версия.
Black Symphony — специальный концерт группы при участии The Metropole Orchestra, the Pa’dam Choir и специальных гостей: Джордж Осток (экс-Orphanage), Аннеке ван Гирсберген из Agua de Annique и Кейт Капуто из Life of Agony. 7 февраля 2008 года концерт был записан на 14 HD-камер на стадионе Ahoy в Роттердаме. В Нидерландах продано более 100 000 копий.

## Список композиций
Диск 1
1. «Overture»
2. «Jillian (I’d Give My Heart)»
3. «The Howling»
4. «Stand My Ground»
5. «The Cross»
6. «What Have You Done» (при участии Кейта Капуто)
7. «Hand of Sorrow»
8. «The Heart of Everything»
9. «Forgiven»
10. «Somewhere» (при участии Anneke van Giersbergen)
11. «The Swan Song»
12. «Memories»
13. «Our Solemn Hour»
14. «The Other Half (Of Me)» (при участии George Oosthoek) — 5:03
15. «Frozen»
16. «The Promise»
17. «Angels»
18. «Mother Earth»
19. «The Truth Beneath the Rose»
20. «Deceiver of Fools»
21. «All I Need»
22. «Ice Queen»

Диск 2
1. «Intro»
2. «Jillian (I’d Give My Heart)»
3. «The Howling»
4. «The Cross»
5. «Hand of Sorrow»
6. «The Heart Of Everything»
7. «Restless»
8. «Our Solemn Hour»
9. «Mother Earth»
10. «Jane Doe»
11. «The Truth Beneath The Rose»
12. «All I Need»

Видео
1. «What Have You Done» (при участии Кейта Капуто)
2. «Frozen»
3. «The Howling»
4. «All I Need»

Создание видео к…
1. Frozen
2. The Howling
3. All I Need

World Tour Impressions
1. Эксклюзивные дорожные съёмки во время турне Within Temptation в США и Канаде, Европе, Мексике, Колумбии, Японии и Великобритании.

Экстра
1. премия TMF Awards Benelux (выступление с исполнением «What Have You Done» и «All I Need»)
2. The Dutch Pop Award Show (мужчины из группы, переодетые в женскую одежду, получают самую важную премию Голландии)
3. Фотосессия от Эрвина Олафа (Erwin Olaf) (эксклюзивная фотосессия для The Heart of Everything)
4. Запись оркестра (снято во время записи оркестровых отрывков для The Heart of Everything)